# Alocasia principiculus
Alocasia principiculus är en kallaväxtart som beskrevs av Alistair Hay. Alocasia principiculus ingår i släktet Alocasia och familjen kallaväxter. Inga underarter finns listade.